# Hokejový turnaj v Berlíně 1931
Hokejový turnaj v Berlíně se konal ve dnech 27. února – 1. března 1931. Turnaje se zúčastnila čtyři mužsva, která se utkala systémem každý z každým.

## Výsledky a tabulka
|    |                              | UMG  | Ber | TCH | Rie  | V | R | P | Skóre | B |
| 1. | University of Manitoba Grads | ***  | 8:1 | 2:1 | 16:0 | 3 | 0 | 0 | 26:2  | 6 |
| 2. | Berliner SC                  | 1:8  | *** | 4:2 | 3:1  | 2 | 0 | 1 | 8:11  | 4 |
| 3. | Československo               | 1:2  | 2:4 | *** | 5:1  | 1 | 0 | 2 | 8:7   | 2 |
| 4. | SC Riessersee                | 0:16 | 1:3 | 1:5 | ***  | 0 | 0 | 3 | 2:24  | 0 |

 Berliner SC -  University of Manitoba Grads 1:8 (1:4, 0:0, 0:4)
27. února 1931 – Berlín

Branky Berliner SC: 1:0 Gustav Jaenecke.

Branky Manitoba: 3x Gordon McKenzie, 2x Blake Watson, 2x Ward McVey, John Pidcock.
 SC Riessersee -  Československo 1:5 (1:0, 0:2, 0:3)
27. února 1931 – Berlín

Branky SC Riessersee: 1:0 2. Martin Schröttle,

Branky Československa: 1:1 26. Josef Maleček, 1:2 27. Josef Maleček, 1:3 31. Josef Maleček, 1:4 Karel Hromádka, 1:5 Josef Maleček.
ČSR: Jan Peka - Jaroslav Pušbauer, Josef Král - Wolfgang Dorasil, Josef Maleček, Karel Hromádka – Wilhelm Heinz, Tomáš Švihovec.
SC Riessersee: Wimmer - Hans Schmidt, Franz Kreisel - Marquart Slevogt, Martin Schröttle, Bernhard Scheublein - Alex Gruber, Georg Strobl, Joachim Albrecht von Bethmann-Hollweg.
 University of Manitoba Grads -  SC Riessersee 16:0
28. února 1931 – Berlín

Branky Manitoba: 5x Gordon McKenzie, 5x Blake Watson, 2x George Hill, 2x John Pidcock, Daniel McCallum, Guy Williamson.
 Berliner SC -  Československo 4:2 (2:1, 0:1, 2:0)
28. února 1931 – Berlín

Branky Berliner SC: 1:1 6. Erich Römer, 2:1 Werner Korff, 3:2 32. Rudolf Ball, 4:2 34. Rudolf Ball.

Branky Československa: 0:1 5. Karel Hromádka, 2:2 20. Karel Hromádka.

Rozhodčí: Farlow (CAN)

Vyloučení: 27. Davidoff, 35. Král a 36. Maleček všichni na 1.min.
ČSR: Jan Peka - Jaroslav Pušbauer, Josef Král - Wolfgang Dorasil, Josef Maleček, Karel Hromádka – Wilhelm Heinz, Tomáš Švihovec.
Berliner SC: Fehling - Erich Römer, Werner Korff - Gustav Jaenecke, Rudolf Ball, Herbert Brück - Heinz Ball, Davidoff.
 Berliner SC -  SC Riessersee 3:1 (1:0, 1:1, 1:0)
1. března 1931 – Berlín
 University of Manitoba Grads -  Československo 2:1 (2:0, 0:1, 0:0)
1. března 1931 – Berlín

Branky Manitoba: 0:1 Gordon McKenzie, 0:2 Gordon McKenzie.

Branka Československa: 1:2 Wolfgang Dorasil.

Rozhodčí: Max Holsboer (SUI)

Vyloučení: 0:2
ČSR: Jan Peka - Jaroslav Pušbauer, Josef Král - Wolfgang Dorasil, Josef Maleček, Karel Hromádka – Wilhelm Heinz, Tomáš Švihovec.